# Saben aquell
Saben aquell is een Spaanse biografische film uit 2023, geregisseerd door David Trueba en geschreven door Albert Espinosa. De film is gebaseerd op de boeken Eugenio en Saben aquell que diu van Gerard Jofra, de zoon van stand-upcomedian Eugenio.

## Verhaal
De film speelt zich af van 1967 tot 1980 en volgt de start van de carrière van Eugenio Jofra, een juwelier uit Barcelona, met zijn geliefde Conchita, die samen optreden als het muzikaal duo "Els Dos". Wanneer Conchita op een avond niet opdaagt, begint Eugenio te improviseren  om uiteindelijk verder te gaan met solo-stand-upcomedyshows.

## Rolverdeling
| Acteur          | Personage         |
| --------------- | ----------------- |
| David Verdaguer | Eugenio Jofra     |
| Carolina Yuste  | Conchita          |
| Pedro Casablanc | Vicente           |
| Marina Salas    | Mari Carmen       |
| Ramon Fontserè  | Amadeu            |
| Cristina Hoyos  | Conchita's moeder |
| Boris Ruiz      | Eugenio's vader   |
| Matilde Muñiz   | Eugenio's moeder  |

## Productie
Het scenario werd geschreven door Albert Espinosa, gebaseerd op de boeken Eugenio en Saben aquell que diu van Gerard Jofra, de zoon van Eugenio. De film is een productie van Ikiru Films, Atresmedia Cine en La Terraza Films, in co-productie met Atresmedia, Movistar+ en HBO Max en met steun van ICEC en TVC. Trueba adviseerde Verdaguer om niet geobsedeerd te zijn door het nabootsen van Eugenio. Carolina Yuste werkte drie maanden samen met een dictiecoach om haar Catalaanse taalvaardigheid te verbeteren. Er werd onder meer gefilmd in Barcelona. Het camerawerk was van Sergi Vilanova en de filmmuziek is van Andrea Motis.

## Release en ontvangst
Saben aquell ging op 1 november 2023 in première. De film kreeg positieve kritieken van de filmcritici, met een score van 100% op Rotten Tomatoes, gebaseerd op 5 beoordelingen. De film werd op 30 november 2023 elf maal genomineerd voor de Premios Goya 2024 en won een prijs.

## Prijzen en nominaties
De belangrijkste:
| Jaar | Prijs        | Categorie                | Genomineerde(n)                             | Uitslag     |
| ---- | ------------ | ------------------------ | ------------------------------------------- | ----------- |
| 2024 | Premios Goya | Beste film               | Beste film                                  | Genomineerd |
| 2024 | Premios Goya | Beste regisseur          | David Trueba                                | Genomineerd |
| 2024 | Premios Goya | Beste acteur             | David Verdaguer                             | Gewonnen    |
| 2024 | Premios Goya | Beste actrice            | Carolina Yuste                              | Genomineerd |
| 2024 | Premios Goya | Beste bewerkt scenario   | David Trueba, Albert Espinosa               | Genomineerd |
| 2024 | Premios Goya | Beste artdirector        | Marc Pou                                    | Genomineerd |
| 2024 | Premios Goya | Beste productiemanager   | Eduard Vallès                               | Genomineerd |
| 2024 | Premios Goya | Beste geluid             | Xavi Mas, Eduardo Castro, Yasmina Praderas  | Genomineerd |
| 2024 | Premios Goya | Beste kostuums           | Lala Huete                                  | Genomineerd |
| 2024 | Premios Goya | Beste grime en haarstijl | Caitlin Acheson, Benjamín Pérez, Nacho Díaz | Genomineerd |
| 2024 | Premios Goya | Beste filmmuziek         | Andrea Motis                                | Genomineerd |